# Kviskoteka
Kviskoteka je bio televizijski kviz općeg znanja koji je prikazivao TV Zagreb. Kviz je nastao 1979. i prikazivan je 15 godina od 3. travnja 1980. do 1. lipnja 1995. godine. Bila je najavljena nova sezona koja je trebala krenuti 14. prosinca 1995., ali nikad nije.

## Prikazivanje
Urednik i autor zadataka bio je Lazo Goluža, a u sastavljanju pitanja sudjelovali su između ostalih Darko Novaković, Branko Lipanović, Boris Senker, kao i drugi hrvatski sveučilišni profesori. U projektu su surađivali i Žarko Domljan i Pavao Pavličić koji su bili u žiriju.
Voditelj kviza u prve četiri sezone bio je Ivan Hetrich, a zatim od 1984. Oliver Mlakar, za koga se Kviskoteka uglavnom vezuje.
Dok je emitiran na TV Zagreb, po mnogima to je bio najpopularniji i najgledaniji kviz u SFRJ.
Kviskoteka je obnovljena 2006. na televiziji Nova TV, ali nije stekla raniju popularnost i skinuta je s programa nakon jedne sezone. Licencija za kviz prodana je 2008. srpskoj televiziji »Foks«.

## Igre
Kviz je organiziran u više igara, koje su se vremenom mijenjale. Neke od igara su:
- ABCD pitalice - uvodna igra, u kojoj natjecatelji pokušavaju osvojiti Kviska. U igri se birao jedan od četiri ponuđena odgovora. Osvojeni bodovi ovisili su o broju točnih odgovora: kad svi natjecatelji odgovore točno, dobivaju po jedan bod, ako je samo jedan točan odgovor, on vrijedi 4 boda. Kviska osvaja svaki natjecatelj ako ima 7 ili više bodova.
- Bliski susreti - u ovoj igri treba spariti određene pojmove, na primjer jesu li dvije osobe živjele u isto vrijeme: Giuseppe Verdi - Jakov Gotovac, Džingis-kan - Kulin-ban, Marija Terezija - Casanova...

| prva inačica igre asocijacija |                                            |
| bodovi                        | konj:                                      |
| 10                            | Njegove širine imaju slabe vjetrove        |
| 9                             | O njemu je pisao Ksenofont                 |
| 8                             | Pobijedio Trojance                         |
| 7                             | Nastupao u cirkusu maksimusu               |
| 6                             | Bio je rimski senator                      |
| 5                             | Jedna vrst služi za mjerenje               |
| 4                             | Njegova smrt obično leti                   |
| 3                             | Obuća mu je simbol sreće                   |
| 2                             | Markov je šaren, a Damjanov zelen          |
| 1                             | Jedan vladar je za njega davao kraljevstvo |

- Igra asocijacija - neki pojam je dan opisno, nizom rečenica ili riječi, a igrači ga pokušavaju pogoditi. Kako se više pitanja postavlja, tako se smanjuje broj bodova koje igrači mogu osvojiti. Dva sustava su korištena: u prvom koji se koristio u prvim emisijama, počinje se pitanjem koje nosi 10 bodova, a svako sljedeće nosi jedan bod manje; kasnije je igra modificirana i u tom se sustavu u mreži 4×4 polja pokušava pogoditi rješenje stupca, a zatim iz tih rješenja i konačno rješenje. Primjer nakon dva otvorena polja (C-2 i B-4) i rješenjem za stupac »B«:[8] 
(pokazivač preko polja otkriva sadržaj.)

| druga inačica igre asocijacija |            |         |     |
| A-1                            | OBITELJSKO | C-1     | D-1 |
| A-2                            | PLEMIĆKO   | OTROVNO | D-2 |
| A-3                            | USKOČKO    | C-3     | D-3 |
| A-4                            | OSINJE     | C-4     | D-4 |
|                                |            |         |     |
| ?                              | GNIJEZDO   | ?       | ?   |
|                                |            |         |     |
| ?                              |            |         |     |
- Igra detekcije - u ovoj igri gostovale su tri osobe, koje su se predstavljale čitajući isti tekst s papira (ime, prezime i zanimanje) i između njih trebalo je pogoditi pravu osobu, temeljem pitanja koja su postavljali igrači. Ova igra vrijedila je samo 10 bodova i služila je kao predah igračima i kao zabava za publiku. Gostovale su nesvakidašnje ličnosti uspješne na nekom polju, a o kojima se obično ne piše u novinama. Na primjer, čipkarice s Paga, guslar iz Crne Gore, mađioničar iz Slovenije...
- Igra pitanja i odgovora - ovo je bila »udarna« igra kviza, 24 pitanja općeg znanja, na koja su igrači odgovarali temeljem prve prijave. Sustav je vodio računa da se tipka za prijavu ne drži stalno pritisnutom, već se morala nanovo stiskati. Igra je nosila najviše bodova i obično se u njoj koristio Kvisko. Igrači su po redoslijedu prijave dobivali ili gubili po 4, 3, 2 ili 1 bod. Često su igrači taktizirali tako što se nisu prijavljivali za odgovor ako su smatrali da su s bodovima dovoljno odmakli protivnicima, da eventualnim netočnim odgovorom ne bi izgubili bodove.

## Kvisko
Maskota Kviskoteke je »Kvisko«, figura od drveta smeđe boje, koju je dizajnirao akademik Miroslav Šutej. Kvisko se nije dodjeljivao automatski, već ga je osvajao svaki igrač koji je u prvoj igri osvojio najmanje 7 bodova. Igrači su ga mogli koristiti u nekoj od sljedećih igara po vlastitom izboru i onda je udvostručivao bodove postignute u toj igri.
Kvisko je ušao u popularnu kulturu kao sinonim za džokera: »dižem Kviska«. Najavljivao se podizanjem i otuda potječe izraz. Natjecatelji su Kviska zadržavali kao suvenir.
Gledatelji su masovno slali svoje radove na temu Kviska u različitoj tehnici izrade, kao što su na primjer figure od različitih materijala, slike, tapiserije, torte... Nakon što su poslale Kviska od paške čipke, u emisiji su u »igri detekcije« gostovale čipkarice s Paga.
Nakon obnavljanja Kviskoteke 2006. promijenjen je dizajn Kviska i građevni materijal – izrađen od pleksiglasa i plav.

## Knjige
Iz Kviskoteke su nastale i dvije knjige koje je Goluža objavio sa svojim suradnicima:
- Kviskoteka (Lazo Goluža i Branko Lipanović)[4] sadrži više različitih područja iz kviza, koje su prilagođene za tisak (ABCD pitalice, Igre asocijacija, Igre anagrama, Igra detekcije...)
- Kviskoteka: igra kvizova (Lazo Goluža i Darko Novaković)[5] sadrži samo pitanja općeg znanja iz područja Igra pitanja i odgovora.

Knjige su slane organizacijama, obično školama, koje su organizirale svoje Kviskoteke.

## Kviz danas
Kvisko je naziv za mobilnu aplikaciju koja je nastala po uzoru na kviz. Igra asocijacija jedina je za sada dostupna kategorija. Iza aplikacije stoji i sam autor Kviskoteke, Lazo Goluža, između ostalih. Inačica na engleskom jeziku zove se iQuizco.